# Сандро Мокша
Сандро Мокша (настоящее имя Алекса́ндр Алекса́ндрович Шма́ков, 12 февраля 1952, Иркутск — декабрь 1996, Екатеринбург) — русский поэт.

## Биография
Родился в семье военного лётчика Александра Ильича Шмакова и медицинского работника Надежды Порфирьевны. Родители познакомились в Староуткинске Свердловской области, откуда они, после перевода Александра в гражданскую авиацию, переехали в Иркутск. В 1967 году семья вернулась в Свердловскую область, обосновавшись в областном центре.
После окончания девяти классов был призван в армию. Отслужил три года в ВМФ СССР матросом-стрелком на Тихоокеанском флоте. С 1972 года работал на Свердловском заводе электроавтоматики. В 1973 году принят на работу стереотипёром в типографию газеты «Уральский рабочий», где проработал около двадцати лет.
Начал писать стихи в 1980-е годы в стиле авангардной направленности. Своим творчеством делился в первую очередь с друзьями: для этого в 1985 году создал неформальный творческий клуб «Кульбит». В это же время взял псевдоним Сандро Мокша, который являлся неполной анаграммой фамилии Шмаков.
В 1986 году на два года оставил типографию, посвятив себя творческим встречам с уральскими поэтами. Исследователи творчества Мокши отмечают значительное влияние на него поэзии Велимира Хлебникова и поэтов группы Обэриу.
Большую часть жизни провёл в Свердловске/Екатеринбурге. Был достаточно известен в кругах свердловского андеграунда. Публиковался в журналах «Несвоевременные записки», «Урал», в антологии современной уральской поэзии (т. I) и самиздате, в частности, в журнале «Часы».
В 1993 году в издательстве «Арабеск» вышла единственная книга «Фрагменты» (до этого печатался либо в периодических, либо в самиздатовских изданиях).
В декабре 1996 года, покинув квартиру друга, пропал без вести. 10 мая 1997 года его тело было найдено в лесу висящим на дереве на проволоке в ватнике и валенках. Уголовного расследования не проводилось, поэтому вопрос об обстоятельствах смерти остался открытым.
Похоронен на Лесном кладбище Екатеринбурга рядом с матерью.